# Last Train to Clarksville
Singles de The Monkees
I'm a Believer
(novembre 1966)
Last Train to Clarksville est le premier single du groupe de pop américain The Monkees, sorti en 1966.

## Histoire
Composée par le duo Boyce and Hart, Last Train to Clarksville est enregistrée dans le studio B des studios RCA Victor d'Hollywood le 25 juillet 1966. Des quatre membres des Monkees, seul Micky Dolenz apparaît sur la chanson, dont il assure le chant ; les instruments sont joués par des musiciens de studio.
Last Train to Clarksville paraît en single le 16 août, avec en face B Take a Giant Step, composition de Gerry Goffin et Carole King. Elle figure également sur le premier album du groupe, qui sort en octobre. Le single rencontre un grand succès et atteint la première place du Billboard Hot 100 en novembre. Il se classe également dans le Top 30 au Royaume-Uni (23e).
Last Train to Clarksville figure dans plusieurs épisodes de la série télévisée The Monkees.

## Musiciens
- Micky Dolenz : chant
- Tommy Boyce : guitare acoustique
- Wayne Erwin : guitare électrique
- Gerry McGee : guitare électrique
- Louie Shelton : guitare électrique
- Larry Taylor : basse
- Billy Lewis : batterie
- Gene Estes : percussions
- David Walters : percussions

## Reprises
- Ed Bruce (en) en single (1967) – no 69 du Hot Country Songs
- The Four Tops sur l'album Reach Out (1967)
- The Shadows en version instrumentale sur l'album From Hank, Bruce, Brian and John (1967)
- George Benson sur l'album Shape of Things to Come (1969)
- Cassandra Wilson sur l'album New Moon Daughter (1995)